# Evan Low
Evan Low (tiếng Trung: 羅達倫; bính âm: Luó Dálún) (sinh ngày 5 tháng 6 năm 1983) là một chính khách người Mỹ hiện đang phục vụ trong Quốc hội Bang California. Anh là một đảng viên Dân chủ đại diện cho khu vực quốc hội số 28, bao gồm Vịnh Nam CA phía Bắc và Thung lũng Silicon. Anh là thành viên của Hội nghị Lập pháp LGBT California (và từng là chủ tịch từ năm 2017 đến năm 2018), và Hội nghị Lập pháp của Cộng đồng Đảo quốc châu Á & Thái Bình Dương ở California.
Trước khi đắc cử vào Quốc hội năm 2014, Low từng là Thị trưởng và Ủy viên Hội đồng Thành phố ở Campbell, California.
Vào ngày 15 tháng 1 năm 2020, Low được bổ nhiệm làm đồng chủ tịch quốc gia của Andrew Yang cho chiến dịch tranh cử tổng thống.

## Đầu đời
Low được sinh ra tại San Jose, California vào ngày 5 tháng 6 năm 1983 với bác sĩ nhãn khoa người Mỹ gốc Hoa Arthur Low. Low lớn lên tại San Jose, California và học tại Trường Trung học Leland. Năm 2003, Low chuyển đến Campbell, California.